# Johan Hagander (1785–1865)
Johan Hagander, född 16 december 1785 i Värings församling, Skaraborgs län, död 30 oktober 1865 i Kristinehamns församling, Värmlands län, var en svensk häradshövding och riksdagsman. Han var morfar till Theodor och Axel Hagander.

## Biografi
Hagander var son till  bonden Sven Svensson (1733-1798) hemmahörande vid gården Hagestad, Väring i nuvarande Skövde kommun, varifrån släktnamnet tagits
Hagander utsågs till borgmästare i Skövde 1815. Därefter blev Hagander 1826 häradshövding i Östersysslet, Värmland. Hagander deltog som representant för borgarståndet i riksdagen 1823. Tiden som riksdagsman skildrade han i skriften Minnesteckningar och skildringar till upplysning om Sveriges politiska och sociala samhällsskick som gavs ut år 1863.
Hagander var överståthållaren Johan Haganders farmors far.